# Visconde de Augusto Correia
Visconde de Augusto Correia é um título nobiliárquico criado por D. Manuel II de Portugal, por Decreto de 1 de Outubro de 1908, em favor de José Augusto Correia.
Titulares
1. José Augusto Correia, 1.º Visconde de Augusto Correia.